# Eupithecia exiguata
Eupithecia exiguata là một loài bướm đêm trong họ Geometridae.

## Hình ảnh

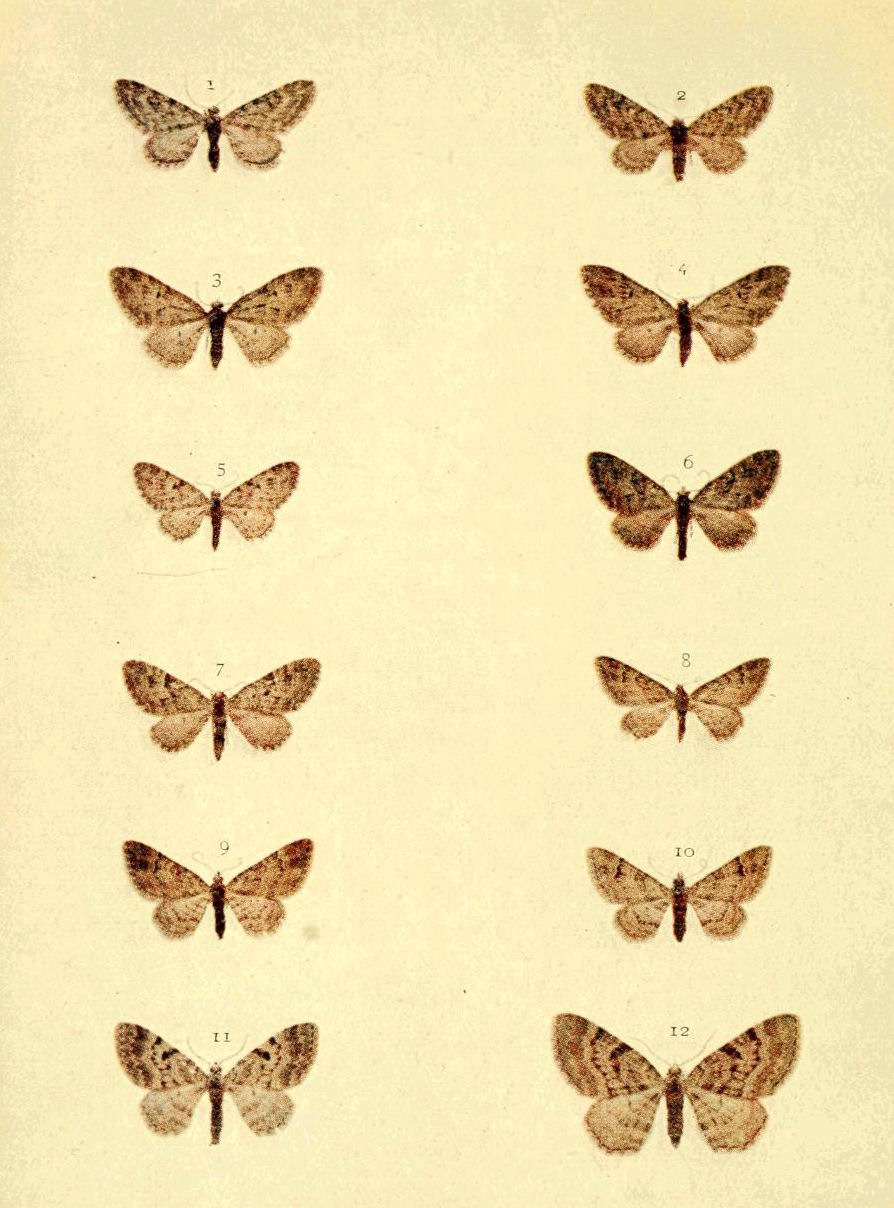